# Georg Crossmann
Georg Crossmann (* um 1550; † 1612 in Lemgo) war ein deutscher Bildhauer und Baumeister der Weserrenaissance aus Lemgo.

## Leben
Georg Crossmanns Vater Ludolf Crossmann (um 1535–1601) war Baumeister in Lemgo, Besitzer eines Steinbruchs und Lehrmeister seines Sohnes. Während seiner Wanderschaft arbeitete Crossmann in der Rostocker Werkstatt des niederländischen Bildhauers Rudolf Stockmann und erlernte dort den Stil der niederländischen Renaissance. In Rostock heiratete er um 1585 die Antwerpenerin Margarethe Stockmann, aus der Ehe ging der Sohn Ernst hervor. Zurück in Lemgo schuf er 1586/87 das Donop-Epitaph in St. Nicolai. Am Lemgoer Rathaus erbaute er ab 1589 die Kornherrenstube und die Neue Ratsstube. Im privaten Auftrag schuf er das sogenannte Planetenhaus in der Mittelstraße, seine Künste als Bildhauer bewies er durch die Taufen in den lutherischen Kirchen St. Marien (1592) und St. Nicolai (1597).
Als Graf Simon VI. 1604 im gesamten Land die reformierte Kirche einführen wollte, kam es zwischen ihm und der Stadt Lemgo zum Streit. In der Folge verschlechterte sich Lemgos wirtschaftliche Lage, Aufträge für Crossmann blieben aus und er verließ 1605 das Land Lippe zusammen mit seinem Sohn.
In Hann. Münden schuf er mit dem Umbau des mittelalterlichen Rathauses sein vermutlich bedeutendstes Werk.
Crossmann kehrte 1609 nach Lemgo zurück und wurde dort mit dem Bau des Apothekenerkers am Rathaus beauftragt. Er starb 1612 während der Arbeit daran, kurz nach der Ernennung zum Stadtbaumeister. Sein Sohn Ernst führte sein Werk fort.

## Werke (Auswahl)

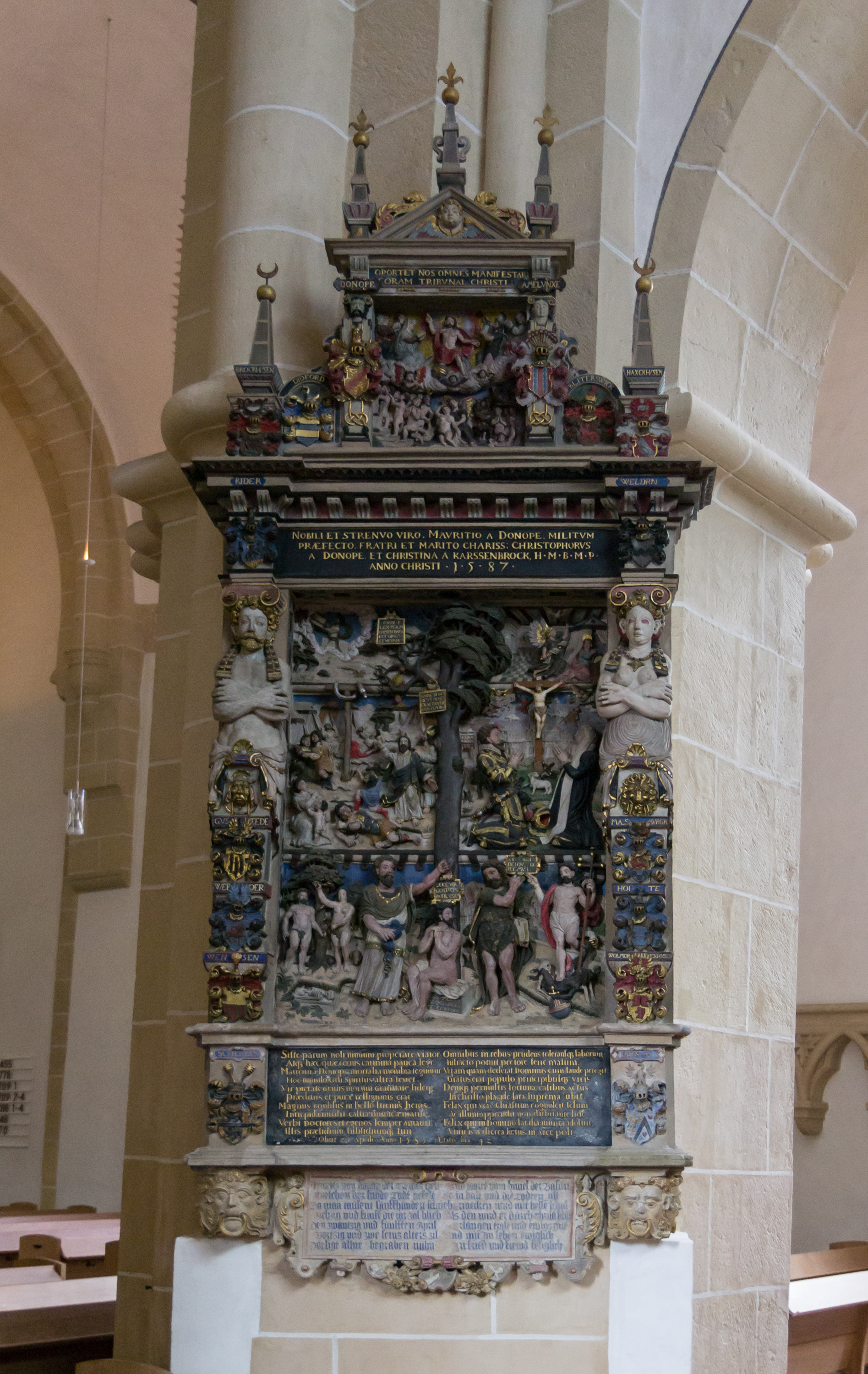
Donop-Epitaph in St. Nicolai (1586)
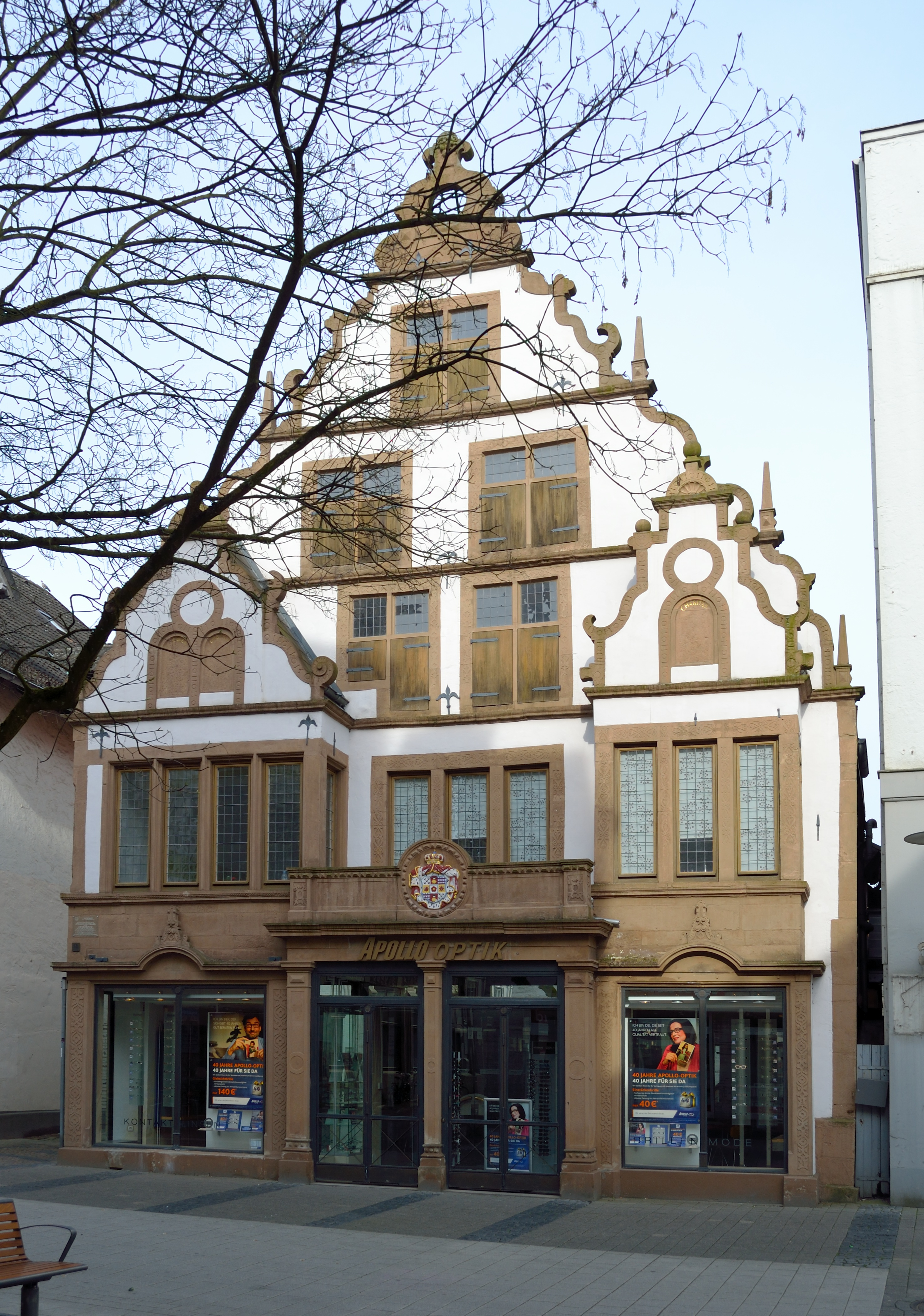
Schmerimenhaus (1587)
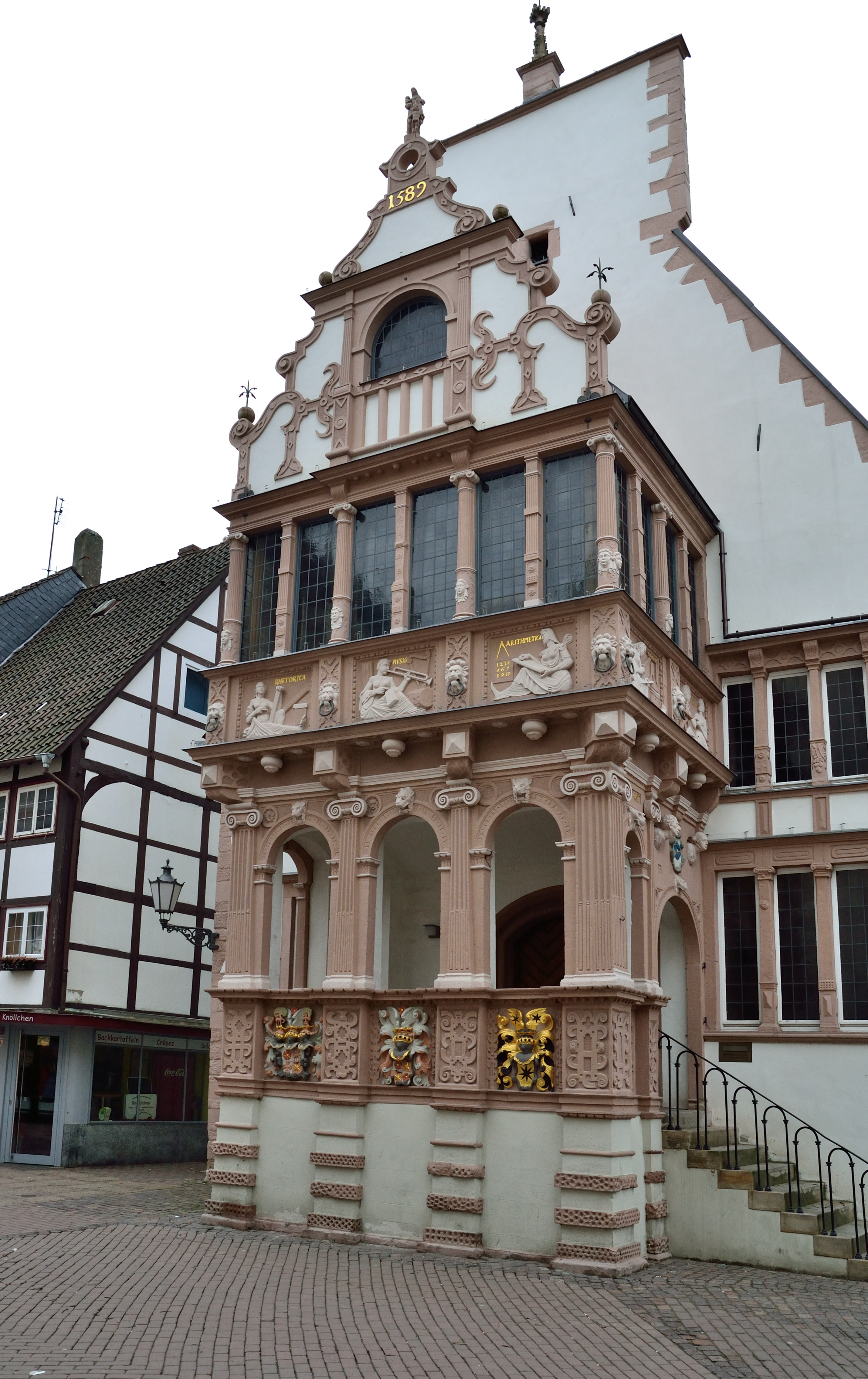
Kornherrenstube am Rathaus Lemgo (1589)
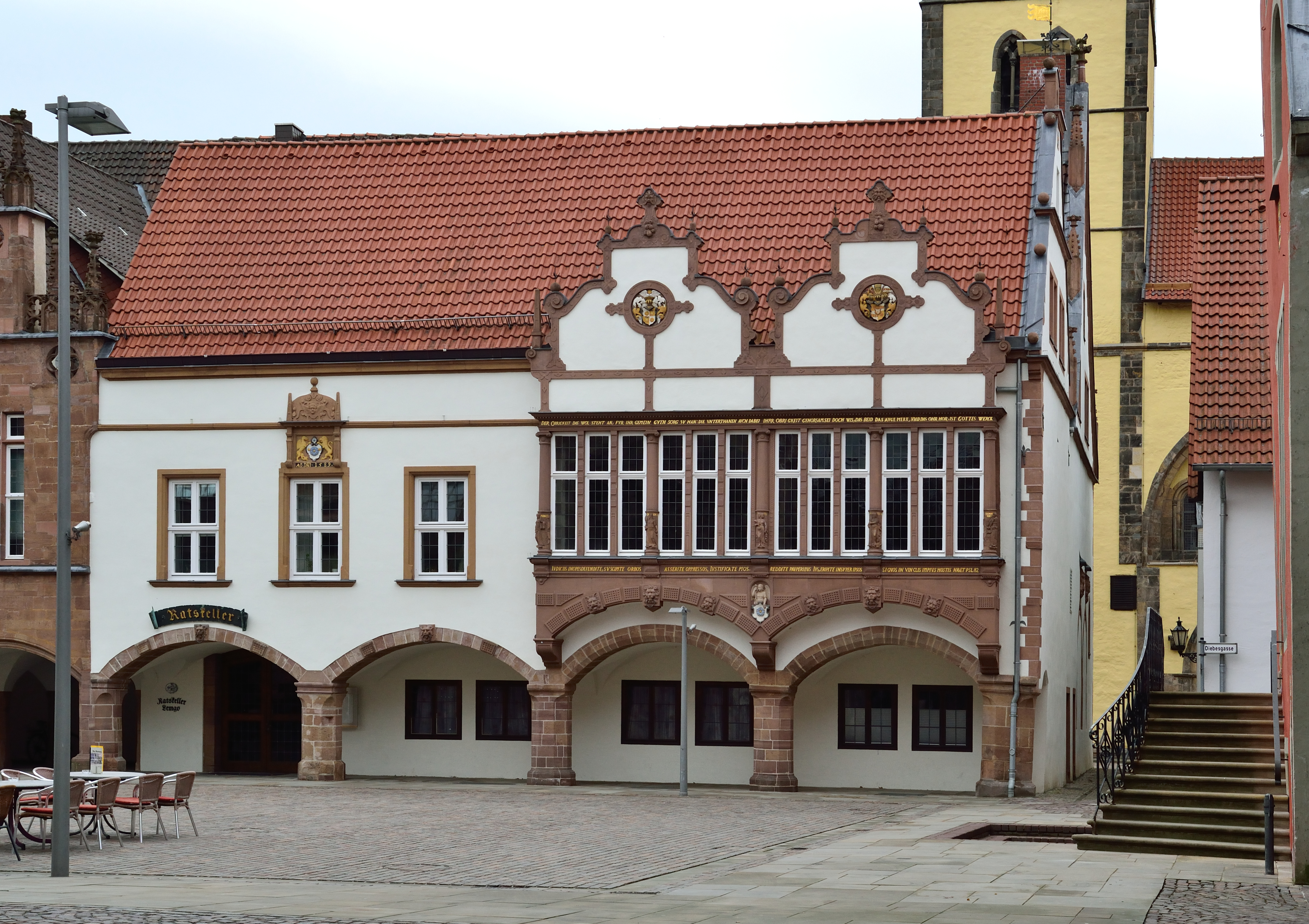
Ratsstubenerker am Rathaus Lemgo
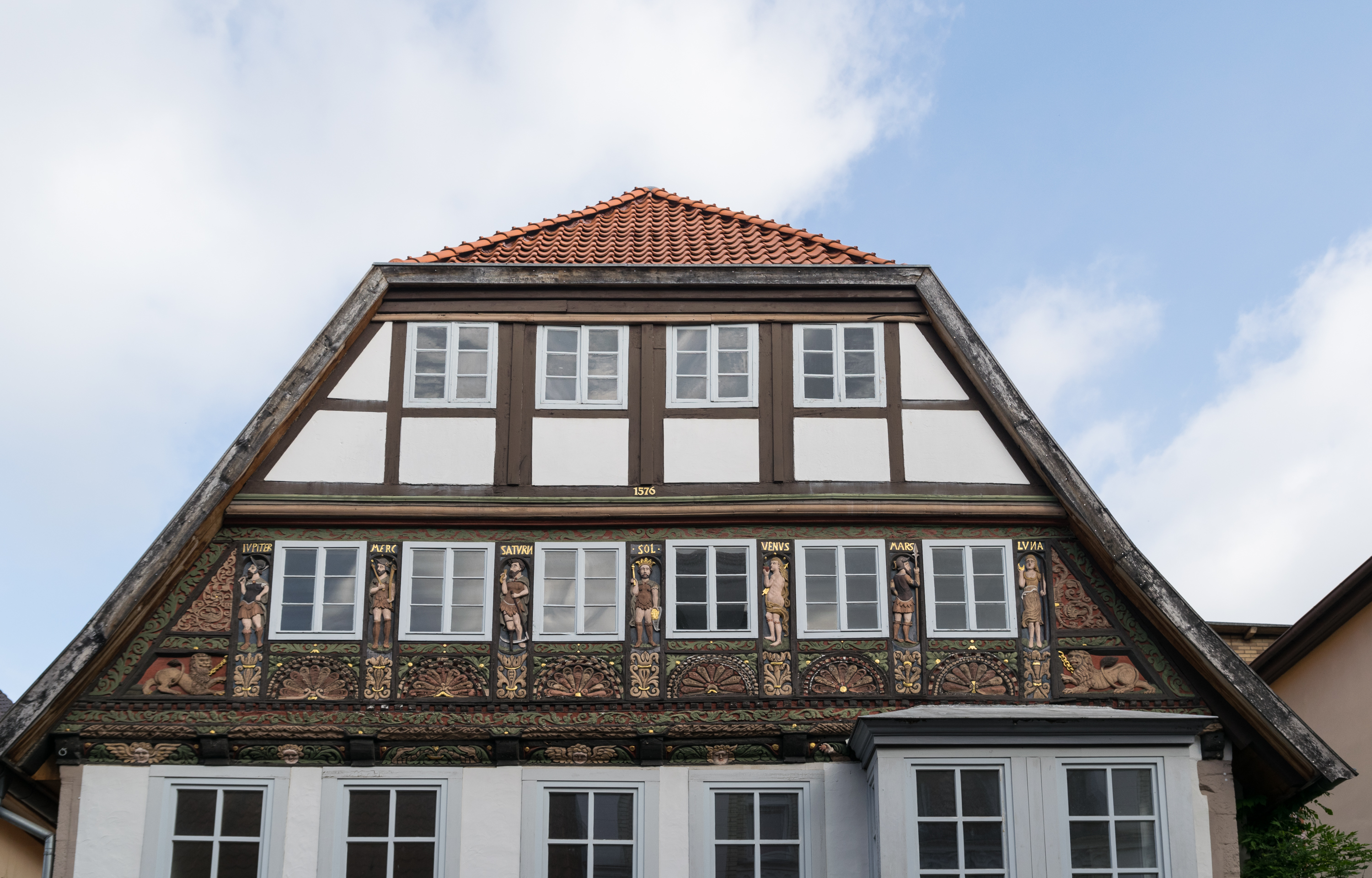
Planetenhaus in Lemgo (um 1590/95)
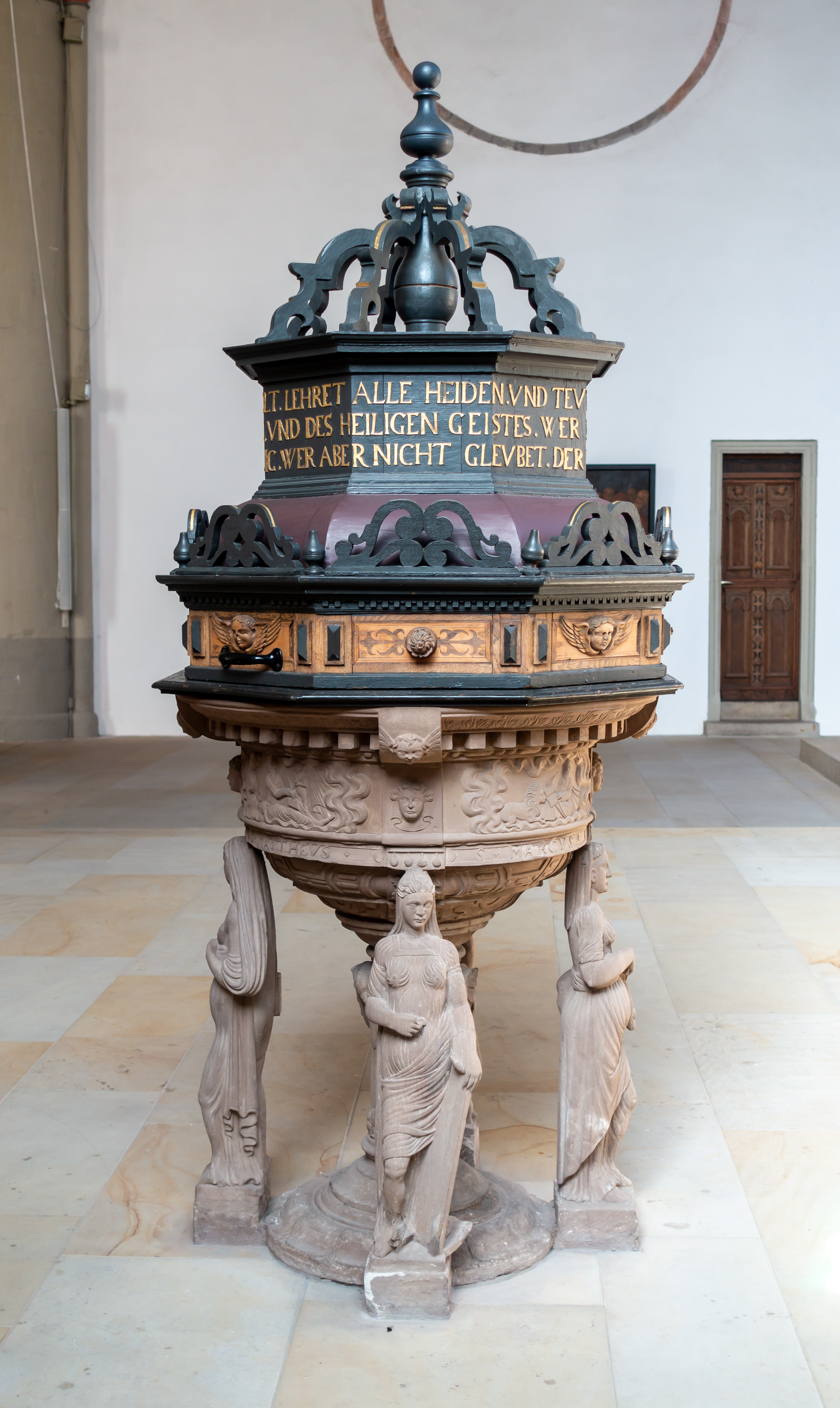
Taufe St. Marien (1592)
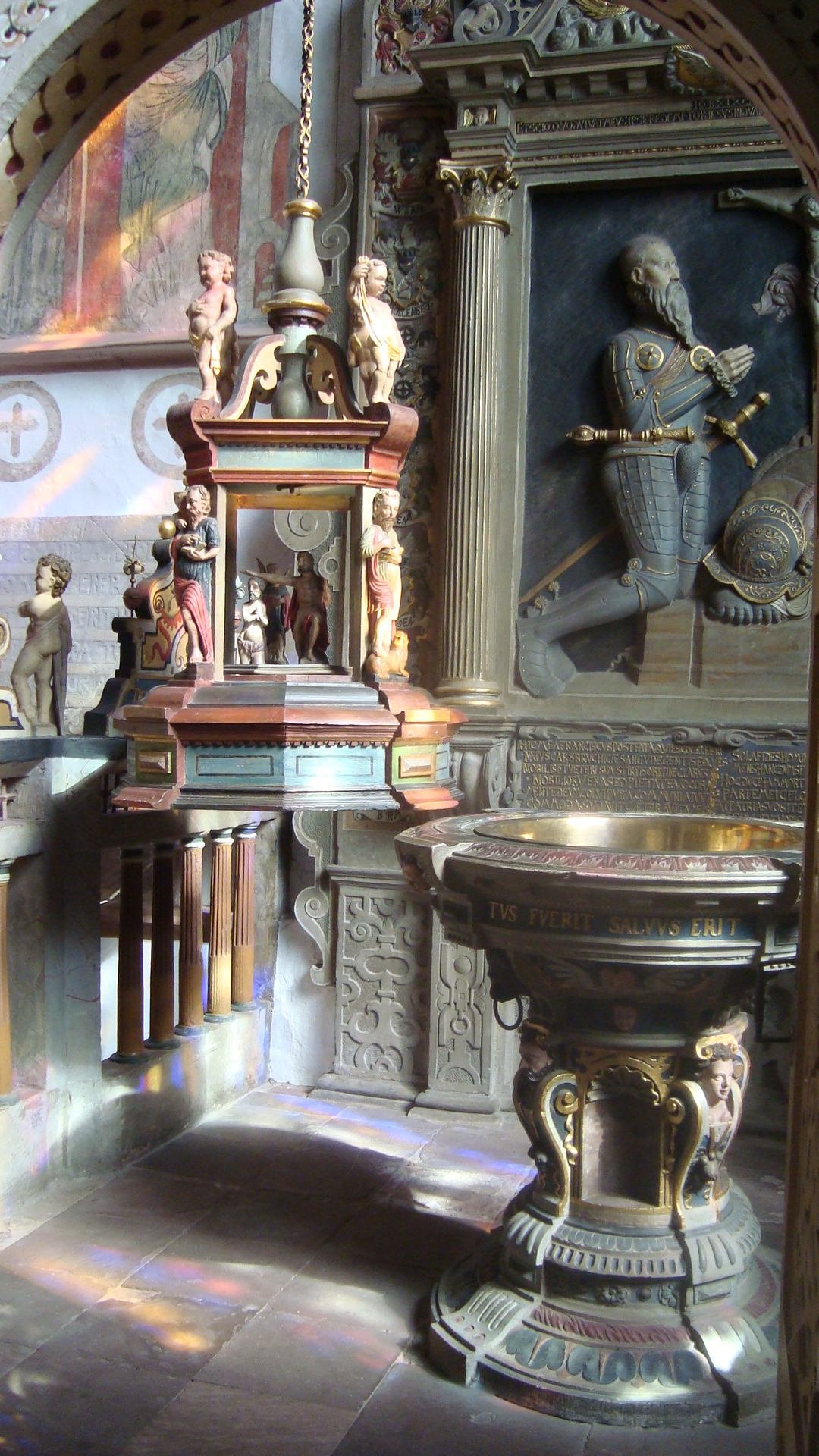
Taufe St. Nicolai (1597)
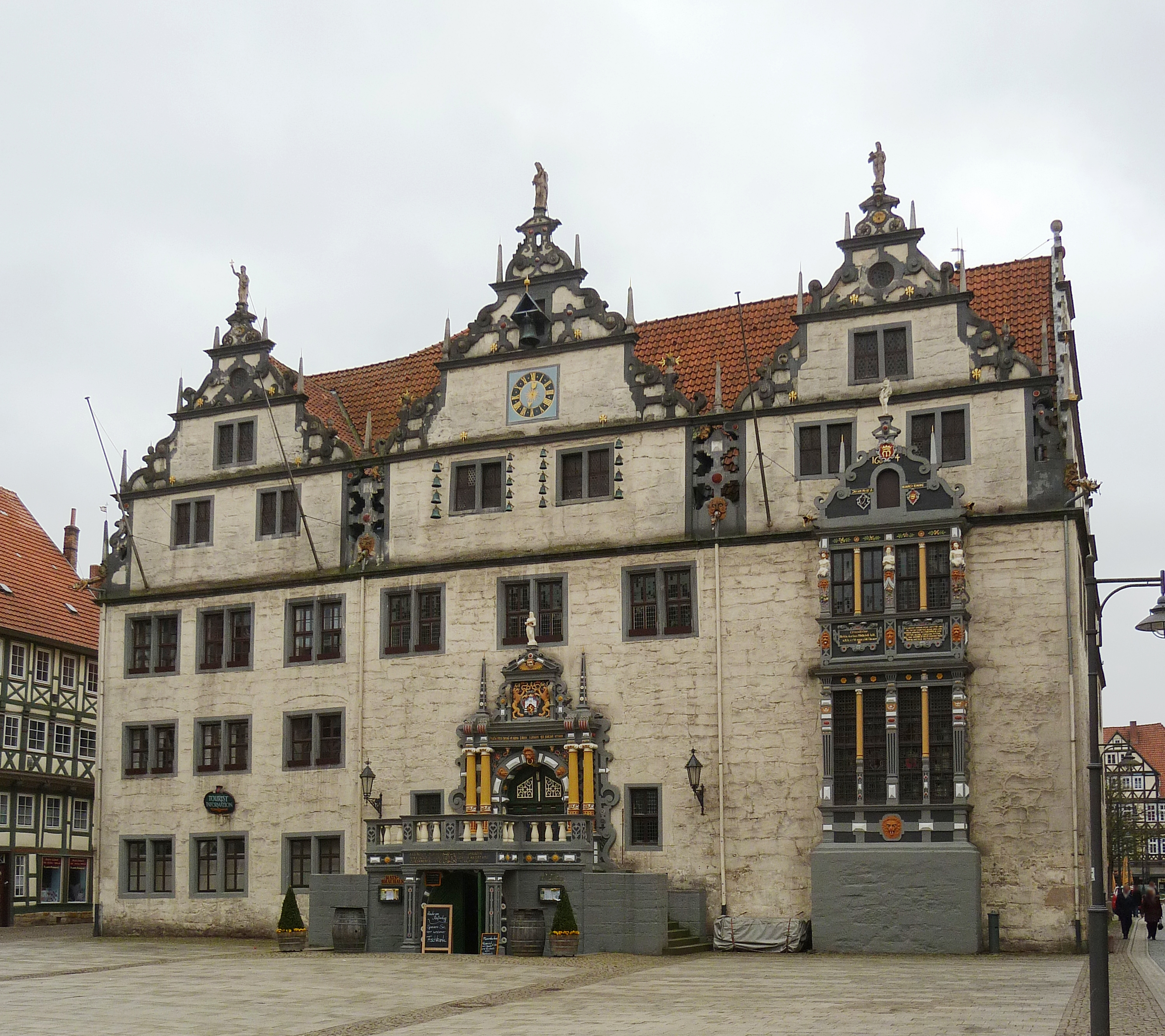
Rathaus Münden (1605)
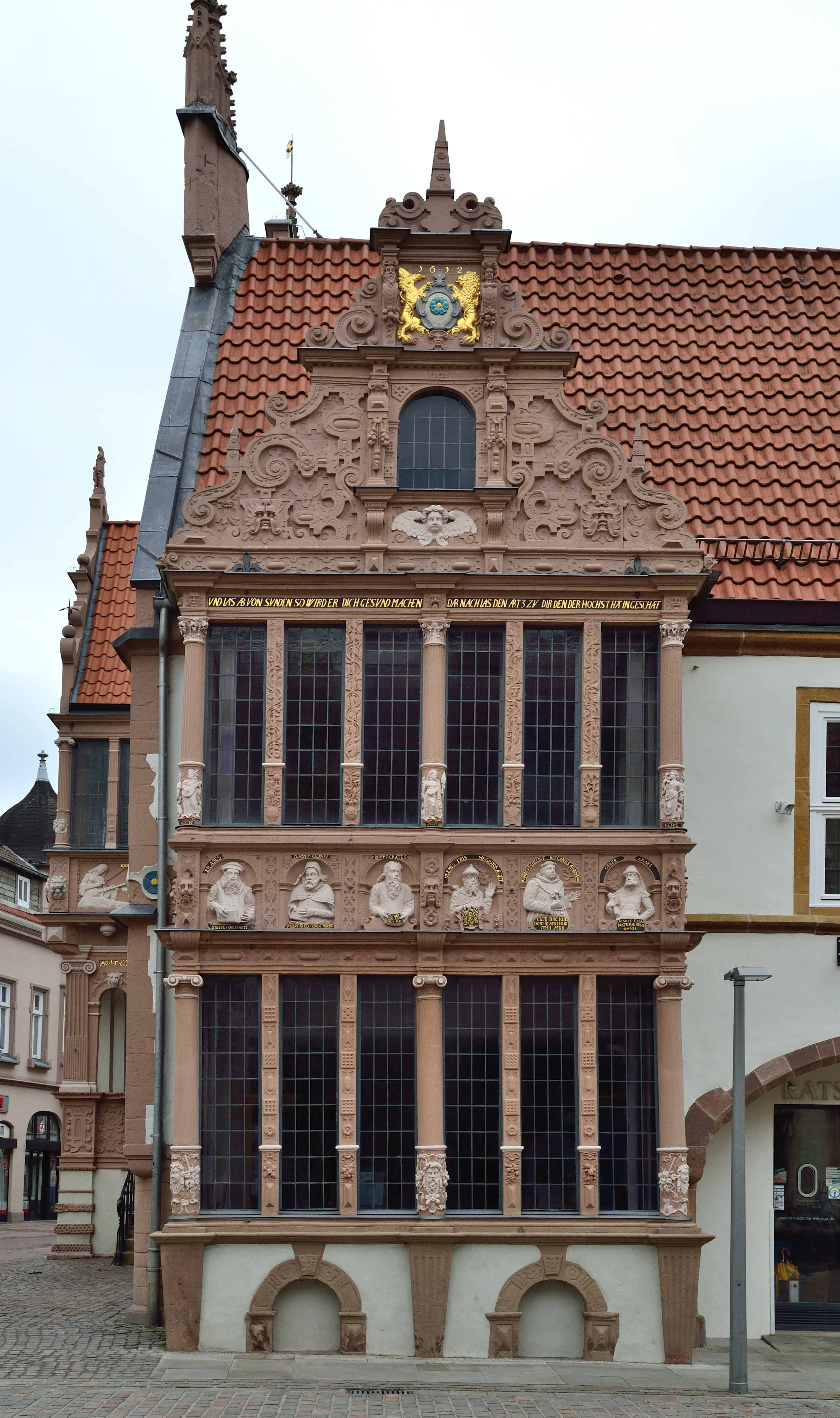
Apothekenerker am Rathaus Lemgo (1610)